# Giovanni Aragona
Giovanni Aragona (Cosenza, 1909 – Messina, 1957) è stato un chimico e biologo italiano.

## Biografia
Nel 1948 assunse la cattedra di chimica biologica all'università di Messina. Notevoli i suoi studi sulla vitamina C.
Il 21 marzo del 1956 divenne socio del Rotary Club, nell'ambito del quale, poco prima della sua morte, presentò una relazione intitolata "L'importanza delle vitamine nella vita dell'Uomo" (gennaio 1957).

## Pubblicazioni
- L'Uva, alimento e medicina nel pensiero di Fisiologi e Clinici italiani, su books.google.co.uk.
- Accademia Peloritana dei Pericolanti, Contributo alla conoscenza della localizzazione centrale della catatonia farmacologica da bulbocapnina (1937)
- Accademia Peloritana dei Pericolanti, Effetti della prolungata stimolazione sonora sulla curva della fatica nell'uomo (1939)
- Atti della Reale Accademia Peloritana, Contributo alla conoscenza dell'epilessia riflessa da stimoli acustici (1940)
- Accademia Peloritana dei Pericolanti, Effetti della fatica olfattiva sul tempo di appercezione e sul tempo di associazione (1941)
- Accademia Peloritana dei Pericolanti, Effetti delle vitamine B1 e C sulla capacità di lavoro del preparato neuromuscolare di rana (1941)
- Accademia Peloritana dei Pericolanti, Fatica sensoriale (olfattiva) ed ergografia volontaria (1941)
- Accademia Peloritana dei Pericolanti, Sulla presenza di un enzima lecitinolitico nello sperma (1941)